# Îles Mergui
Les îles Mergui, ou îles Myeik en birman, sont un archipel au large du littoral occidental de la péninsule Malaise, dans le sud de la Birmanie. Elles consistent en plus de 800 îles. La ville de Mergui se trouve sur le continent.

## Population
La population locale est constituée par les Moken, qu'on surnomme « nomades de la mer » (expression qui désigne divers groupes en Asie du Sud-Est).

## Tourisme
Ce n'est qu'en 1997 que les îles Mergui ont finalement été ouvertes au tourisme, à la suite de négociations entre la Birmanie et des organisateurs de plongée de Phuket en Thaïlande.